# 森本理子
森本 理子（もりもと りこ、2003年4月24日 - ）は、日本将棋連盟所属の女流棋士。女流棋士番号は85。愛知県春日井市出身。澤田真吾七段門下。滝中学校・高等学校卒業。名古屋市立大学医学部医学科在籍中。

## 棋歴

### 女流棋士になるまで
小学2年の時に将棋好きの父の影響で将棋を始め、藤井聡太も幼少期に通った「ふみもと子供将棋教室」（愛知県瀬戸市）で将棋を学んだ。
2017年1月、東海研修会に入会（E1クラス）。
2023年7月、東海研修会でB2クラスに昇級、女流2級の資格を得る。

### 女流棋士として
2023年9月1日付で日本将棋連盟所属の女流2級となる。
2025年4月1日、年度成績指し分け以上（8勝以上）の昇段規定により女流1級へ昇級した。

## 棋風
得意戦法は角換わり。

## 人物
- 「ふみもと子供将棋教室」で学び始めた頃、一度だけ1学年上の藤井聡太と対局したことがある。「8枚落ちでしたがボロボロの完敗でした」と語っている[9]。
- 小学4年の時に首の検査で入院した際、主治医の治療とサポートの素晴らしさに感銘を受け、その後医療ドラマや漫画などを見て本格的に医師を目指し、高校2年の夏から研修会を休会し一旦将棋から離れ受験勉強に専念した[10]。大学入学後に将棋を再開したが、ブランクもあり降級点を取るなど苦戦し、C1クラスには約5年ほどいた[11]。
- 現在は名古屋市立大学医学部医学科に在籍しており、女流公式戦の対局と並行して医師を目指している[4][注 1]。
- 師匠の澤田真吾は2020年度から東海研修会の幹事を務めており、弟子入りの依頼を受けた際、将棋と医学の両方をしっかりやっていく意思を感じ師匠になると決めたという。森本は「師匠は澤田真吾七段と決めていました。ユーモアがあって人柄も良くて最前線で戦ってらっしゃいますし」と語っている[12]。
- 趣味は筋トレ、パンを焼くこと、ピアノを弾くこと[2]。

## 昇段・昇級履歴
- 2023年09月01日 - 女流2級（プロ入り）[2]
- 2025年04月01日 - 女流1級（年度成績指し分け以上・8勝以上〈2024年度14勝12敗〉、女流通算18勝19敗）[8][13][14]

## 主な成績

### 女流棋士成績
| 女流タイトル戦          |                                                                                     |
| - 白玲戦・女流順位戦    | - 0第5期 D級20位 ／ 過去最高順位 D級34位（4勝4敗、第4期）                           |
| - 清麗戦                | - 0第7期 予選敗退（4勝〈0勝・再挑戦4勝〉） ／ 過去最高 4勝（0勝・再挑戦4勝、第7期） |
| - マイナビ女子オープン0 | - 第18期 予選敗退（1勝、予備予選2勝） ／ 過去最高 予選（1勝、第18期）               |
| - 女流王座戦            | - 第15期 一次予選敗退（0勝） ／ 過去最高 一次予選（1勝、第14期）                    |
| - 女流名人戦            | - 第52期 予選敗退（1勝） ／ 過去最高 予選（1勝、第51期・第52期）                    |
| - 女流王位戦            | - 第36期 予選敗退（0勝） ／ 過去最高 予選（0勝、第36期）                            |
| - 女流王将戦            | - 第47期 予選敗退（1勝） ／ 過去最高 予選（1勝、第46期・第47期）                    |
| - 倉敷藤花戦            | - 第33期 1回戦敗退（0勝） ／ 過去最高 1回戦（0勝、第32期・第33期）                  |

### 年度別成績
| 年度         | 対局数 | 勝数 | 負数 | 勝率   | (出典) | 通算成績 | 通算成績 | 通算成績 | 通算成績 | 通算成績 |
| ------------ | ------ | ---- | ---- | ------ | ------ | -------- | -------- | -------- | -------- | -------- |
| 2023年度     | 11     | 4    | 7    | 0.3636 | [ 15 ] | 対局数   | 勝数     | 負数     | 勝率     | (出典)   |
| 2024年度     | 26     | 14   | 12   | 0.5384 | [ 13 ] | 37       | 18       | 19       | 0.4864   | [ 14 ]   |
| 通算         | 37     | 18   | 19   | 0.4864 | [ 14 ] |          |          |          |          |          |
| 2024年度まで |        |      |      |        |        |          |          |          |          |          |

### アマチュア時代の戦績
女流棋戦
- 2018年04月：第8期女流王座戦 アマチュア予選西日本大会 予選決勝トーナメント進出
- 2023年05月：第13期女流王座戦 アマチュア予選西日本大会 予選決勝トーナメント進出

アマチュア棋戦
- 2015年08月：第9回小学生女子将棋名人戦・全国大会 準優勝
- 2018年08月：第10回中学生女子将棋名人戦・全国大会 3位
- 2018年10月：第11回女子アマ王位戦・中部大会 優勝（全国大会出場、準決勝で磯谷祐維、3位決定戦で野原未蘭に敗れ4位）
- 2019年05月：第55回全国高校将棋選手権大会愛知県予選 個人戦女子 準優勝（優勝は磯谷祐維）
- 2023年01月：第43回学生女流名人戦(2022年度) 準優勝（優勝は宮澤紗希）